# Johannes Diderik van der Waals
Johannes Diderik van der Waals (Leida, 23 novembre 1837 – Amsterdam, 8 marzo 1923) è stato un fisico e matematico olandese.
È famoso "per il suo lavoro sull'equazione di stato per i gas e i liquidi", che gli valse il Premio Nobel per la fisica nel 1910. Van der Waals fu il primo a rendersi conto della necessità di tenere in considerazione il volume delle molecole e le forze intermolecolari ("forze di van der Waals", come vengono generalmente chiamate oggi) nello stabilire la relazione tra pressione, volume e temperatura dei gas e dei liquidi.

## Biografia

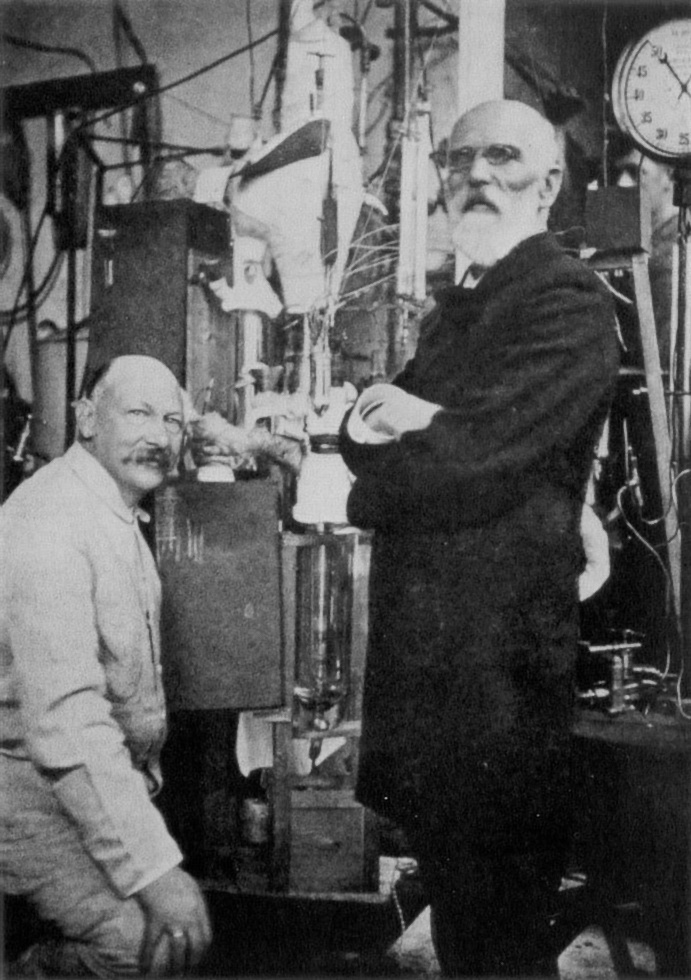
Johannes Diderik van der Waals (destra) con Heike Kamerlingh Onnes (sinistra)

Van der Waals nacque a Leida, Paesi Bassi, figlio di Jacobus van der Waals e Elisabeth van den Burg. Divenne un insegnante scolastico, e successivamente gli fu permesso di studiare all'università, nonostante la sua mancata conoscenza delle lingue classiche. Studiò dal 1862 al 1865, ottenendo lauree in matematica e fisica. Sposò Anna Magdalena Smit dalla quale ebbe tre figlie e un figlio.
Nel 1866, divenne direttore di una scuola secondaria de L'Aia. Nel 1873, ottenne un dottorato per la sua tesi intitolata "Over de Continuïteit van den Gas - en Vloeistoftoestand" (Sulla continuità dello stato gassoso e liquido). Nel 1876, divenne primo professore di fisica all'Università di Amsterdam.
Van der Waals morì ad Amsterdam nel 1923.